# Golzower Busch
Der Golzower Busch ist ein Wald im Süden der Gemarkung von Golzow im Landkreis Potsdam-Mittelmark. Er erstreckt sich von der Bundesstraße 102 im Nordwesten nach Südosten über eine Länge von etwa vier Kilometern, seine Breite beträgt maximal einen Kilometer.